# Jarrad Drizners
Jarrad Drizners (ur. 31 maja 1999 w Adelaide) – australijski kolarz szosowy i torowy.

## Osiągnięcia

### Kolarstwo szosowe
Opracowano na podstawie:
2020
- 1. miejsce w mistrzostwach Australii U23 (start wspólny)

2022
- 1. miejsce w klasyfikacji górskiej Tour de Pologne

### Kolarstwo torowe
Opracowano na podstawie:
2018
- 3. miejsce w mistrzostwach Oceanii (wyścig drużynowy na dochodzenie)

## Rankingi

### Kolarstwo szosowe
| Rok              | 2019  | 2020 | 2021  | 2022 | 2023  |
| ---------------- | ----- | ---- | ----- | ---- | ----- |
| World Ranking    | 2191. | 480. | 1282. | -    | 1176. |
| UCI Oceania Tour | 103.  | 32.  | 50.   | -    | 66.   |
|                  |       |      |       |      |       |
| Źródło: UCI      |       |      |       |      |       |